# Püspökladány-Vásártér megállóhely
Püspökladány-Vásártér megállóhely egy Hajdú-Bihar vármegyei vasúti megállóhely Püspökladány településen, a MÁV üzemeltetésében. A városközpont nyugati szélén található, közúti elérését csak önkormányzati utak biztosítják.

## Vasútvonalak
A megállóhelyet az alábbi vasútvonalak érintik:
- Kötegyán–Püspökladány-vasútvonal

## Kapcsolódó állomások
A megállóhelyhez az alábbi állomások vannak a legközelebb:
- Hosszúhát megállóhely (Kötegyán–Püspökladány-vasútvonal)
- Püspökladány vasútállomás (Kötegyán–Püspökladány-vasútvonal)
- Ürmöshát megállóhely

## Forgalom
| Járat        | Útvonal | Gyakoriság     |
| ------------ | --- | -------------- |
| személyvonat | Püspökladány – Püspökladány-Vásártér – Hosszúhát – Szerep – Sárrétudvari – Biharnagybajom – Füzesgyarmat – Füzesgyarmatfürdő – Szeghalom (– Vésztő) | Kb. 2 óránként |